# La Détresse et l'Enchantement
La Détresse et l'Enchantement est un livre autobiographique de l'écrivaine Gabrielle Roy publié à titre posthume, en 1984. Cet ouvrage, une œuvre phare aboutie et sentie, est un classique de la littérature franco-manitobaine. L’ouvrage est traversé par une interrogation sur l’écriture.

## Éditions
- La Détresse et l’enchantement, Montréal, Éditions du Boréal, 2013, 636 p.